# Benfotiamina
Benfotiamina (DCI, ou S-benzoil-tiamina-O-monofosfato) é um derivado S-acil sintético da tiamina (Vitamina B1) que, diferentemente das outras formas dessa vitamina, é lipossolúvel (solúvel em gordura). É aprovada em alguns países como medicamento ou suplemento dietético para tratar a polineuropatia sensório-motora diabética. A benfotiamina foi desenvolvida no final da década de 1950 no Japão.